# Українська культура в роки німецько-радянської війни

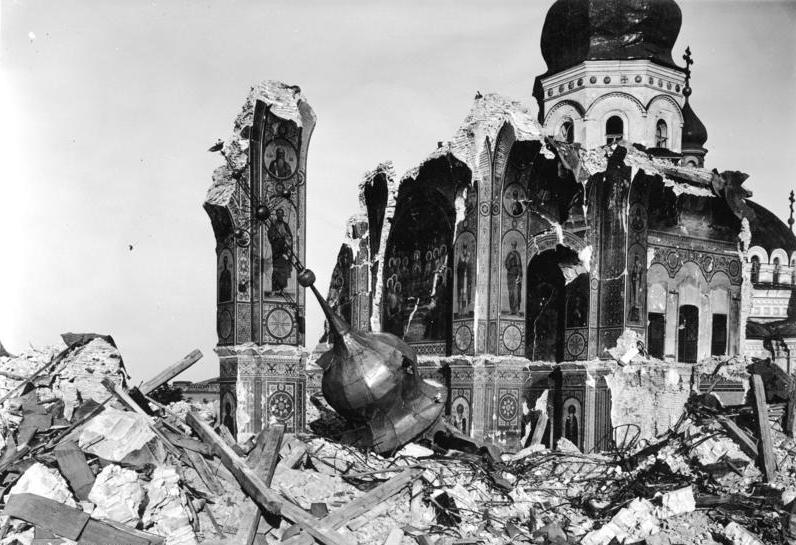
Наслідки Німецько-радянської війни для української культурно-історичної спадщини. Києво-Печерська лавра.

Українська культура в роки Німецько-радянської війни, збройного конфлікту 1941–1945 років у рамках Другої світової війни.
Нацистська влада визначила головним органом, який керував суспільною діяльністю українців Генеральної губернії, Український центральний комітет із центром у Кракові. Комітет очолював Володимир Кубійович. На окупованих територіях німецька влада заборонила публічні зібрання, створення товариств. На початку 1942 року в Галичині було заборонено всі українські національні організації, узяті під ретельний контроль радіо і преса, започатковано нагляд за діячами літератури і мистецтва. У школах працювали лише початкові класи. Відбувалися масові розстріли інтелігенції: у Києві поетеса Олена Теліга, поет Іван Ірлявський, редактор газети «Українське слово» Іван Рогач.
Величезних масштабів набуло пограбування мистецьких та історичних цінностей, відчутних втрат зазнали історичні та краєзнавчі музеї, бібліотеки, картинні галереї. За роки війни Львів втратив 5 тис. рукописів, понад 3 тис. стародруків, 300 інкунабул, близько 40 тис. томів різної літератури. Усього з України було вивезено понад 330 тис. музейних експонатів різної цінності. Війна стала серйозним екзаменом для української культури. Діячам культури і науки доводилося працювати в тяжких і несприятливих умовах, у які поставила їх війна. В умовах війни культура ставала ідеологічним знаряддям у боротьбі радянських, німецьких та українських сил.

## Наука

### Радянська територія

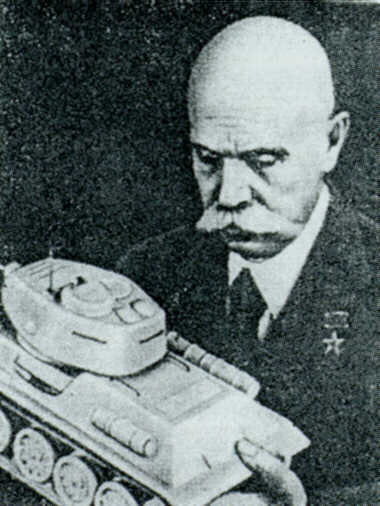
Патон Євген Оскарович з моделлю танка Т-34.

Вже влітку 1941 року починається евакуація науково-дослідних центрів України. У складі Академії наук УРСР було евакуйовано майже 400 академіків, членів-кореспондентів та інших наукових працівників до столиці Башкирії Уфи. У червні 1943 року Академію наук та інші науково установи України було переведено до Москви. 130 докторів і кандидатів наук, 170 співробітників академії воювало на фронтах війни у лавах Радянської армії.
Над невідкладними завданнями оборони країни в сфері авіоніки, радіолокації та пеленгування працювали 8 лабораторій Фізико-технічного інституту АН УРСР в Алма-Аті. Інститут чорної металургії АН УРСР (Свердловськ) працював над вдосконаленням артилерійських установок. Інститут будівельної механіки АН УРСР працював на потребу військово-повітряних сил СРСР. Інститут електрозварювання АН УРСР (Нижній Тагіл) Євгена Патона застосував метод автоматичного дугового зварювання під флюсом для поліпшення якості і міцності корпусів легендарних танків Т-34, впроваджено швидкісне електрозварювання на танкових і авіабомбових заводах. У березні 1944 року Академія наук повертається до Києва. Через рік було створено ряд нових лабораторій: швидкісних машин і механізмів (пізніше лабораторія гідравлічних машин), металофізики, машинознавства і проблем сільськогосподарської механіки.
Вчені-суспільствознавці зміцнювали моральний стан армії, розповідаючи їй про героїчне минуле українського народу, національно-визвольну боротьбу Богдана Хмельницького. Перед українською історичною наукою радянською владою була поставлена задача роз'яснити цілі визвольної війни, розкрити широким масам їхнє героїчне минуле. Задля вирішення цього завдання було видано перший том «Історії України» для вузів, науково-популярний «Нарис історії України», перший том «Наукових записок» Інституту історії і археології України АН УРСР. Фахівці гуманітарних наук входили до бригад лекторів, які виступали з лекціями із військово-історичної тематики на передовій, у гарнізонах міст, винищувальних батальйонах.

### Окупація
Під час німецької окупації у Києві у 1941 році зусиллями ректора Київського університету та члена Київської міської управи К. Т. Штеппи було створено паралельну Українську академію наук, яку очолив В. О. Плотніков. Втім, вже у 1942 діяльність академії було практично паралізовано.
Дослідження велися в університетах Львова, Одеси, Чернівців.
Упродовж 1943—1944 років мовознавець Юрій Шевельов написав у Львові працю «Внесок Галичини у формування української літературної мови», де вперше дав загальну оцінку історії та тодішньому стану взаємного впливу мовних традицій Галичини та «Великої України».

## Медицина

### Радянська територія
Українські вчені розробили нові ефективні методи лікування поранених. Інститут клінічної фізіології АН УРСР на чолі з академіком Олександром Богомольцем створив препарати для лікування ран та переломів кісток. Під час війни Академія наук УРСР була евакуйована до Уфи (Башкирія). Там її президент Олександр Богомолець провів масову реорганізацію української науки для потреб воєнного часу, разом з академіком Миколою Бурденком створив Академію медичних наук СРСР. Разом із колективом Інституту клінічної фізіології АН УРСР винайшов сироватку для лікування ран. Тільки за 1943 рік для потреб військових шпиталів було виготовлено 3 млн доз цієї сироватки.
Співробітники Харківського інституту переливання крові організували пункти заготівлі та консервування крові, підготували спеціалістів для роботи в них та відправили пораненим бійцям кілька тонн консервованої крові. Інститут біохімії АН УРСР на чолі з академіком Олександром Палладіним створив препарат, що прискорював згортання крові.
Відомий хірург-офтальмолог, академік Академії наук УРСР Володимир Філатов в Українському інституті хвороб ока в Ташкенті удосконалив методи лікування хвороб ока та розробив ефективну пересадку рогівки пораненим.
Микола Стражеско інтенсивно працював над вивченням ранової інфекції і ранового сепсису. У подальшому Микола Дмитрович продовжив власні дослідження в Центральному шпиталі Радянської армії в Москві</. Інститут-шпиталь з діагностики і терапії проникаючих поранень грудної клітки у Новосибірську знизив смертність серед поранених з 30 % до 7 %.
Відомий хірург Коломійченко Михайло Сидорович, керівник Київського інституту вдосконалення лікарів з перших днів війни разом із колективом перебував на фронті, став головним хірургом 62 армії.
Під час війни в Радянському Союзі 52 медики, серед них 16 жінок, були удостоєні звання Героя Радянського Союзу. Санітарку М. С. Нечипорук було нагороджено орденом Слави трьох ступенів. Марія Сердюк була удостоєна вищої нагороди Міжнародного комітету Червоного Хреста — медалі імені Флоренс Найтінгейл. За участь у партизанському русі страчено професора Петра Михайловича Буйка, лікаря І. І. Сосніна разом із дочкою-партизанкою Ніною, Олену Убийвовк, доньку лікаря, підпільницю, керівника комсомольської молодіжної організації «Нескорена полтавчанка».
Воєнний досвід медицини було вивчено і узагальнено в 45 томах «Досвіду радянської медицини у Великій Вітчизняній війні», 6 томах Енциклопедичного словника воєнної медицини.

### Окупація
У зв'язку з потребами фронту окупанти активно підтримували медичну освіту на окупованих територіях (на відміну від багатьох інших фахів, які в окупації занепали). Мали місце спроби створити місцеві відділення українського Червоного Хреста у Києві (Федір Богатирчук), Полтаві (Галина В'юн) та інших містах, але невдовзі ці установи були зачинені нацистами.

## Освіта

### Радянська територія
У роки війни понад 45 українських вузів працювали в евакуації. Київський і Харківський університети були об'єднані в один, який поновив свою роботу в лютому 1942 року в Кизил-Орді (Казахстан), Одеський університет перебував на той час у Байрам-Алі (Туркменістан), Київський індустріальний — у Ташкенті, Харківський хіміко-технологічний — у Чугчику (Узбекистан), Миколаївський кораблебудівний — у Пржевальську. Окремі вузи влились як факультети до місцевих навчальних закладів.
У тилу для евакуйованих дітей було сформовано школи й класи з українською мовою навчання, зокрема в Саратовській області — 30 українських шкіл і класів, у Свердловській — 18, у Новосибірській — 11, школи створено також у Куйбишевській, Сталінградські, Пермській, Омській областях, в Середній Азії. Там же розміщувались евакуйовані дитячі будинки, ремісничі училища та інші освітні заклади. Загалом 5,5 тис. евакуйованих українських педагогів працювали в 100 українських навчальних закладів. Учнів інформували про розвиток подій на фронтах, випускались бойові листки, активно велося листування з фронтовиками, вистави і концерти самодіяльності у шпиталях для поранених бійців і командирів.
Під час відбудови інфраструктури на зруйнованих війною землях України швидко зростала кількість шкіл. У 1943—1944 навчальному році працювало 12 802 шкіл, навчалось 1,77 млн учнів. У 1944—1945 навчальному році працювало 24 тис. шкіл, де навчалося 4,13 млн учнів, працювало 145 тис. учителів. На Західній Україні до 1945 року було відновлено 5,7 тис. шкіл, в яких навчалось 840 тис. учнів, на поповнення навчальних кадрів прибуло 10 тис. вчителів зі Східної і Південної України.

### Окупація
На території Рейхскомісаріату Україна діяли лише початкові школи, шкільна освіта переведена на українську мову, вводилось обов'язкове вивчення німецької мови. Влада з осторогою дивилася на будь-яких представників національної інтелігенції, як на потенційних зрадників і заколотників, очільників національно-визвольного руху. Було страчено у Києві — більше 200 вчителів, 3 тис. харківських освітян. Замість вищої освіти в Райхскомісаріаті Україна існувала професійна освіта (переважно медична, технічна та культурна).
Вища освіта існувала у дистрикту Галичина, який належав до Генерал-губернаторства, а також в Трансністрії (румунська зона окупації). Професійна освіта існувала в анексованому мадярами Закарпатті (училища у Хусті, Мукачеві, Ужгороді). Студенти з цих регіонів мали можливість навчатися також в Німеччині, Румунії та Угорщині, відповідно. Водночас велися репресії проти місцевої інтелігенції. Жертвами репресій в Галичині були спочатку поляки (було страчено 42 професори Львівського університету), а надалі також українці.

## ЗМІ

### Радянська територія
Преса
Засоби масової інформації, що вже наприкінці 1941 року були евакуйовані на схід Росії, виконували функцію мобілізації українського народу на боротьбу, а не співробітництво з німецькою владою. Українські видавництва об'єдналися в єдине Українське державне видавництво, що випускало українську політичну і художню літературу, листівки, газети і журнали для бійців в Саратові, пізніше в Москві. За роки війни ним було видано 850 книг, брошур, журналів, плакатів та іншої агітпродукції тиражем понад 15 млн примірників.
22 червня 1941 року в Києві була створена редакція газети Південно-Західного фронту «Красная Армия» у складі Миколи Бажана, Сави Голованівського, Віктора Кондратенка, Івана Ле, Андрія Малишка, Леоніда Первомайського. Військовим кореспондентом газети став Олександр Довженко, який отримав орден Червоного Прапора. Під час війни у тилу видавалися українські республіканські газети, в першу чергу партійних і радянських органів, «Комуніст» (з січня 1943 року — «Радянська Україна») та «Советская Украина» (з січня 1944 року — «Правда Украины»), Двічі на місяць виходила газета «Література і мистецтво» — спільний друкований орган Спілок письменників, художників і композиторів УРСР. «Радянську Україну» і «Літературу і мистецтво» переправляли через лінію фронту й розповсюджували на окупованих територіях. Громадсько-політичні журнали «Українська література» і «Україна» друкували твори патріотичної тематики українських літераторів.
Крім центральних свої газети видавали підпільні організації, партизанські об'єднання і загони. Так, у Вінницькій області виходила газета «Партизанська правда», у Київській — «Народний месник», а в партизанському загоні імені Боженка — «Вільна Україна». Вже 31 липня 1941 року вийшов перший номер газети для окупованих територій «За Радянську Україну!», редколегію якого склали Микола Бажан, Ванда Василевська, Олександр Корнійчук.
Радіо
У листопаді 1941 року розпочали роботу українські радіостанції «імені Тараса Шевченка» в Саратові (Ярослав Галан, Кость Гордієнко, Володимир Владко), що стала осередком популяризації української культури на Поволжі, та «Радянська Україна» у Москві (Петро Панч, Олександр Копиленко, Дмитро Білоус). На радіо створили 4 редакції: новин, політпропаганди, літературну, музичну. Щоденний обсяг мовлення становив 10 годин 5 хвилин, або 12 годин 35 хвилин з урахуванням різних програм мовлення. Набуло актуальності читання художніх творів по радіо.
Радіостанція «Партизанка» в 1942 році вела спеціальні передачі для партизанів. З 1943 року в прифронтовій смузі почала діяти пересувна радіостанція «Дніпро». У районі Броварів діяла радіоредакція Південно-Західного фронту «Фронт в ефірі». Диктори читали фронтові нариси, оперативні кореспонденції, постійно виступали письменники: Іван Ле, Леонід Первомайський, Юхим Мартич, Яків Качура, Олександр Довженко, Андрій Малишко, Олександр Корнійчук, Ванда Василевська, Анатолій Шиян. Німецька комендатура в Житомирі погрожувала повішенням за прослуховування її передач.
Після 1943 року швидко відновлювалась і розширювалась радіофікація України. Наприкінці 1943 року розпочато будівництво радіостанцій в Дніпропетровську, Києві й Харкові. На початку 1944 року у звільненому Києві відновив роботу Український республіканський радіокомітет. На червень 1945 року радіомережа України становила 70 % довоєнної (450 трансляційних радіовузлів і 485 тис. радіоточок).

### Окупація
Преса
Перебуваючи на території України в 1941—1944 рр., німецька влада створила відповідну адміністративну мережу, яка в різний спосіб контактувала з місцевим населенням, передусім через пресу. Легальні періодичні видання регулярно публікували документи офіційної влади, що стосувалися регламентації громадського життя, часто подаючи його у двох варіантах — німецько- та українськомовному. У період німецької окупації виходило 362 періодичні видання українською мовою, які географічно охоплювали практично всі українські землі. Більшість західноукраїнських часописів того періоду відновила своє існування після перерви 1939—1941 рр.
У 1941—1943 роках у Харкові виходила щоденна газета «Нова Україна», де публікували статті, зокрема Іван Багряний і Юрій Шевельов. До березня 1942 року на першій шпальті кожного числа був зображений тризуб. Головною міською газетою Луганська стало україномовне «Нове життя», редактор Максим Бернацький, до війни — професора Ворошиловградського педінституту. Він був завербований Євгеном Стаховим та очолив Луганський обласний провід ОУН, мережу якої було розгорнуто по всій області. 1943 року його було засуджено до страти за націоналізм і колабораціонізм.
Окупаційна адміністрація випускала в Миколаєві дві газети: «Українська думка» — українською мовою двічі на тиждень і «Новая мысль» — тижневик, що видавався російською мовою. З «Українською думкою» активно співпрацював Орест Васильович Горобець, який щотижня видавав по сім-вісім шпальт різних статей, блоків військових новин і кримінальної хроніки. Писав антисемітські матеріали з української історії та редакторські передовиці. Після війни переховувався у Румунії та був виданий місцевою владою 1950 до рук НКВС і 1951 був розстріляний.
Німецька цензура жорстко контролювала зміст українських газет, яким було заборонено, між іншим, торкатися теми майбутнього України. Хто з редакторів цього не виконував, того карали: ув'язнили редактора газети «Волинь» Уласа Самчука, розстріляли в Бабиному Яру редакторку київського часопису «Літаври» Олену Телігу, там само знищили публіцистів Петра Олійника та Івана Рогача.
Видання досить активно взаємодіяли через спільну автуру, вміщення оглядів і анотацій на окремі випуски, публікацію списків періодики, прізвищ редакторів і працівників, аналіз перебігу літературного процесу. Існувало близько ста видань радянських партизанів і підпільників, а також приблизно така ж кількість видань ОУН-УПА, які діяли на ту ж аудиторію — населення окупованих Німеччиною та її сателітами українських земель. На окуповану територію України в роки війни закидалися також випуски періодичних видань, підготовлених політуправліннями радянських фронтів, іншими політичними структурами.
Переважна більшість періодичних видань була українськомовною, менша частина — російськомовною чи німецькомовною. Також виходили часописи румунською, угорською, польською та кримськотатарською мовами.
Радіо
Радіомовлення на окупованих територіях знаходилося під повним та безпосереднім контролем окупаційної влади. Власного радіомовлення не мала жодна з підконтрольних окупантам українських організацій та установ.

## Література

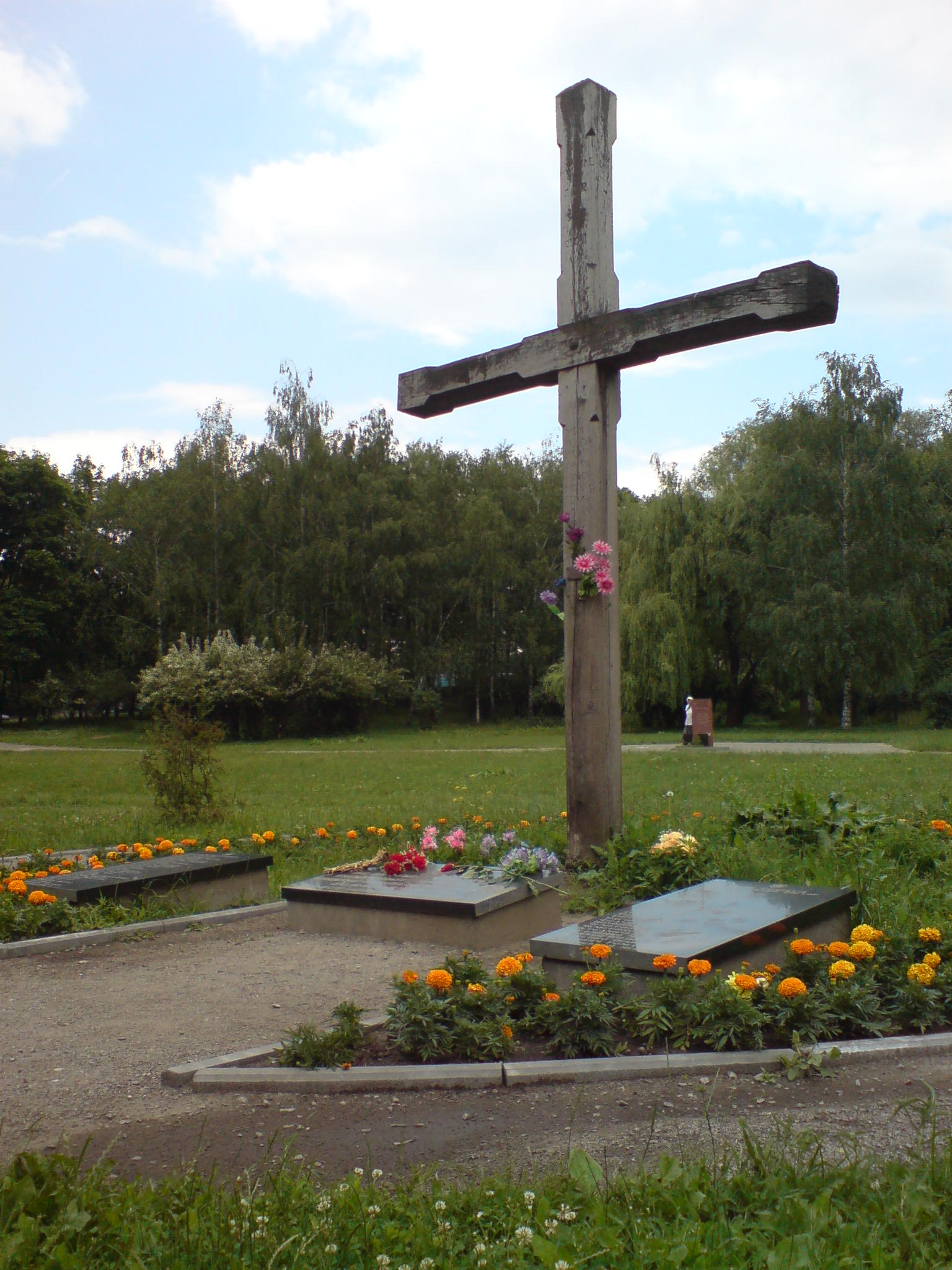
Дерев'яний хрест у Бабиному Яру (Київ), встановлений на пам'ять розстріляних гестапо членів ОУН.

### Радянська територія
У літературі українські письменники, поети і публіцисти перейшли від побіжних зарисовок і нарисів перших днів війни до широкого висвітлення подій, поглиблення героїчного елементу в творах. Набирає силу сатира, що успішно слугували викриттю ворога. Поезія стає покликом до боротьби з ворогом. Павло Тичина у поемі «Похорон друга» змалював житейські будні війни. Широкої популяризації зазнали його вірші «Ми йдемо на бій» і «Перемагать і жить!» Визначною подією в літературному житті стала публікація поеми Миколи Бажана «Данило Галицький». За 1942—1943 роки Володимир Сосюра видав збірки віршів «В годину гніву» та «Під гул кривавий». За 1942—1943 роки Максим Рильський видав збірки патріотичних віршів «Слово про рідну матір», «Світова зоря», поему «Жага». Прикладом громадянської лірики став цикл віршів «Україно моя» Андрія Малишка.
Були опубліковані патріотичні твори Степана Олійника, Івана Неходи, Миколи Шпака, Миколи Нагнибіди, Сергія Воскрекасенка, В. Бичка.
Прозових творів публікувалось менше: збірка оповідань та нарисів Юрія Яновського «Земля батьків», твори Івана Ле «Люба»,«Тут були німці», «Шевченко» та ін. У повісті «Райдуга» Ванди Василевської змальовано героїчний опір українських селян окупантам. Важливі твори Олександра Довженка «Перед боєм», «Мати» (1943), «Україна в огні» (1943). Андрій Головко, Натан Рибак, Юрій Смолич, Семен Скляренко, Олександр Ільченко, Анатолій Шиян, Олександр Копиленко присвятили власні твори змалюванню теми геройства на війні. Роман «Прапороносці» прославив ім'я Олеся Гончара.
Під час війни Спілка письменників України, деякі редакції знаходились в Уфі. Там видавався тижневик «Література і мистецтво», з 1943 року відновився випуск журналів «Україна» і «Перець». Великими тиражами вийшли твори українських класиків — у 1943 році було перевидано «Кобзаря» Тараса Шевченка накладом 20 тис. примірників.
Приблизно третина членів Спілки письменників України (250 членів), пішли в діючу армію, серед них: Микола Бажан, Сава Голованівський, Іван Гончаренко, Любомир Дмитерко, Андрій Малишко, Ігор Муратов, І. Нехода, Леонід Первомайський, Микола Рудь, Михайло Стельмах, Микола Упеник, Павло Усенко. 25 із 80 загинули на фронтах: Олекса Десняк, Яків Качура, Кость Герасименко, Микола Трублаїні, Давид Каневський, М. Шпак, Ю. Черкаський та ін. Посмертно прийняті до Спілки письменників молоді поети В. Булаєнко, Л. Левицький, М. Шуть.

### Окупація
Письменники, що залишились на окупованих німцями землях, вважали, що співпраця з новою владою ослабить тиск на національну культуру, намагалися налагодити видавничу діяльність, оживити літературне життя. Однак ці надії не виправдалися. Так, у Києві були закриті «Українське слово» і «Литаври», а їх організатори, члени ОУН, поетеса Олена Теліга і поет Іван Ірлявський страчені гестапо.
Свої твори в окупації публікували Улас Самчук, Аркадій Любченко та ряд інших письменників, серед яких був Віктор Петров (Домонтович), який виявився радянським агентом.

## Образотворче мистецтво

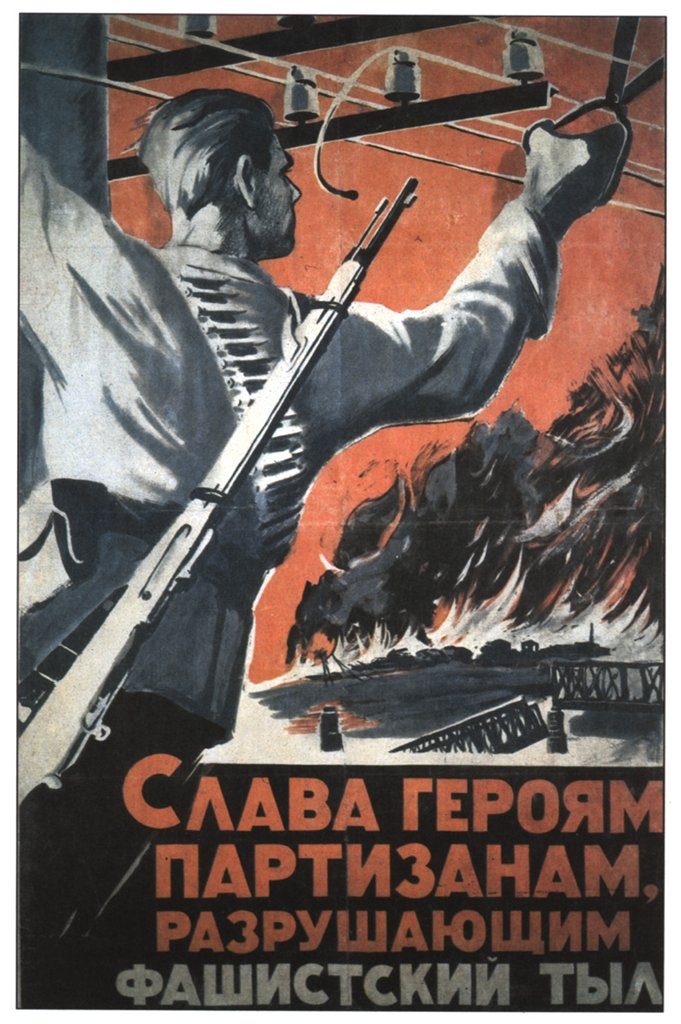
Воєнний плакат «Слава героям партизанам». Горілий Павло Петрович (1908—1941).

### Радянська територія
З усіх жанрів образотворчого мистецтва в цей період найінтенсивніше розвивалася графіка — агітаційний плакат і сатиричний малюнок. У сатиричних жанрах працювали художники Казимир Агніт-Скледзевський, Володимир Гливенко, Олександр Козюренко, Валентин Литвиненко. Під час війни бригади художників виїжджали на фронт, в села до колгоспників, на фабрики до робітників, вели активну художню пропаганду і збирали матеріали для майбутніх творів. Олександр Будников, Микола Огнівцев, Петро Пархет ставали авторами бойових листків, кореспондентами газет. Багато художників працювали безпосередньо у військових частинах, у редакціях фронтових газет: Іван Макогон, Сергій Григор'єв, Сергій Єржиковський, Олександр Любимський. На фронтах воювали майбутні майстри українського образотворчого мистецтва: Василь Бородай, В. Задорожний, І. Гуторов. В боях загинули відомі скульптори Борис Іванов та Григорій Пивоваров, живописці Ф. Кличко, П. Сударик, О. Нестеренко, графіки В. Нерубенко, Л. Вербицький, Павло Горілий
На початку війни в агітаційних плакатах переважає образ священної війни із загарбниками — плакат О. Олександрова «Розчавимо фашистську гадину!» (1941). Серія плакатів В. Касіяна «Гнів Шевченка — зброя перемоги» (1942—1943) використовував образ Великого Кобзаря, що кличе український народ на боротьбу, плакат «У бій слов'яни!» апелює до національної спорідненості українців і росіян й протиставляє слов'ян германській нації. Популярні графічні роботи «У фашистській неволі» (1942), «Україна бореться», «Відомсти!» 3 1943 року на плакатах українських художників з'являється тема наступу радянських військ, звільнення України, образ воїна-визволителя — плакат «Україна вільна!» В. Литвиненка (1944).

### Окупація
Окупанти активно вивозили мистецькі твори. Водночас, у Києві, Львові, Одесі та інших містах функціонували художні об'єднання, свої твори виставляли такі художники, як Федір Кричевський та ін.

## Театр

### Радянська територія
З території України під час війни було евакуйовано 50 театрів та театральних колективів. Багато акторів у перші місяці війни записались до лав Червоної армії. Випускний курс Київського театрального інституту майже в повному складі записався на фронт.
За роки війни було створено десятки фронтових театральних колективів, ансамблів, артистичних бригад. Перед солдатами в перервах між боями виступали заслужені майстри театрального мистецтва І. Гойдай, Іван Паторжинський, Михайло Гришко. Київський театр опери та балету імені Т. Шевченка послав на фронт 22 бригади, які дали 920 концертів, Київський драматичний театр імені Івана Франка здійснив на фронті 206 вистав і концертів, Запорізький театр імені М. Заньковецької створив 3 фронтові бригади, які показали 214 вистав і концертів. Під час оборони Донбаса у Ворошиловграді 1941 року новостворений фронтовий музично-драматичний колектив дав близько 300 спектаклів і концертів для військових частин і шпиталів. Відзначився гумористичний дует молодих виконавців Тарапуньки та Штепселя (Юрія Тимошенка та Юхима Березіна). Усього театри України послали на фронт 108 концертних бригад, виступи яких побачили сотні тисяч бійців.
Концертний фронтовий ансамбль української пісні і танцю під керівництвом Л. Чернишової, дав 2850 концертів на 7 фронтах. Виступаючи в 383-й стрілецькій дивізії Південного фронту, ансамбль втратив кількох артистів. Під час війни 68 українських артистів були нагороджені орденами й медалями.

### Окупація
Театральне мистецтво на окупованих землях було досить активним. В одному лише Києві у 1943 р. існувало 9 театрів: ставилися драми, комедії, опери як українською, так і німецькою мовою. Також існували театри у Львові, Одесі, Вінниці та інших містах.

## Кіно

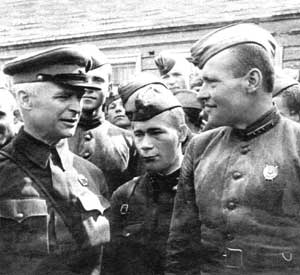
Довженко О. П. на фронті, 1943 рік.

### Радянська територія
Українські кіномитці працювали в роки війни над агітаційними патріотичними художніми фільмами, а також над створенням бойових фронтових документальних кіножурналів, кінохронік. Київська кіностудія, під час війни евакуйована до Ашгабада, поставила художні фільми «Олександр Пархоменко» (режисер Леонід Луков); «Райдуга», «Як гартувалася сталь» (режисер М. Донський); «Партизани в степах України» (режисер Ігор Савченко). Кінокартина «Райдуга» одержала «Оскара», премію Академії кіномистецтва США та Сталінську премію у 1946 році. Одеська кіностудія під час війни була евакуйована до Ташкента.
Працівники хронікально-документального кіно створювали своєрідний літопис боротьби з німецькими військами. Спеціально створені кіногрупи при усіх штабах фронтів створили більше 500 номерів кіножурналів та близько 100 воєнних фільмів, зокрема «День війни», «Народні месники», «Чорноморці», «Битва за Кавказ» та ін. Першою воєнною кінохронікою був кінорепортаж «З фронтів Вітчизняної війни» зафільмований Українською студією хронікального фільму у вересні 1941 року. Найкращі кінодокументальні твори Олександра Довженка «Битва за нашу Радянську Україну» (1943) та «Перемога на Правобережній Україні» (1945).
Кінооператор-киянин Валентин Орлянкін пройшов бойовий шлях від Волги до Дунаю, був поранений, залишив для воєнної історії фотопортрети командира чехословацького батальйону полковника Людвіка Свободи, командувача 62 армії генерала Василя Чуйкова, Олександра Покришкіна. Фронтовий кінооператор Яків Давидзон пройшов 3 тис. км у рейдах партизанських загонів.

### Окупація
На відміну від театра, кіномистецтво на окупованих землях практично не розвивалося. В кінотеатрах демонструвалися переважно німецькі фільми, а також деякі радянські (розважальні, без ідеологічного змісту). У 1944 р. були спроби зняти принаймні один художній фільм за участю українських акторів.
Водночас, окуповані території часто фігурували у кінохрониці (Німеччина, Словаччина, Угорщина, Італія, Румунія тощо), а також в деяких художніх фільмах, знятих окупантами, серед яких найвідомішою була італійсько-румунська кінострічка «Одеса у вогні», яка отримала премію Венеціанського фестивалю.

## Музика

### Радянська територія
Під час війни провідними темами творчості для композиторів став патріотизм, геройство, звитяга і віра в перемогу. Головний запит того часу був на масову бойову пісню. На цю вимогу лише за два перших місяці війни київські композитори створили понад 40 пісень і кілька похідних маршів. За роки війни було написано близько 365 музичних творів різних жанрів, зокрема 4 симфонії, 6 опер, 11 квартетів, квінтетів і тріо, 9 камерних творів, 7 творів для фортепіано, 6 маршів, 7 кантат і великих вокальних творів, понад 130 пісень, романсів.
Під час оборони Києва в 1941 році поет Павло Усенко створив «Пісню київських ополченців».

### Окупація
Під час окупації німецька влада поблажливо ставилась до відновлення місцевих музичних колективів, створення нових, національного спрямування. Так в Луганську була створена капела бандуристів.